# 吉浜の鹿島踊り
吉浜の鹿島踊り（よしはまのかしまおどり）は、神奈川県足柄下郡湯河原町に伝わる民俗芸能の鹿島踊りである。湯河原町吉浜の素鵞神社の8月1日の例祭に、神輿渡御に先立って境内で奉納される。
踊り手は、白張浄衣に烏帽子を被り白足袋・白緒の草履を付けた、太鼓役1人、鉦役2人、黄金柄杓役、日形役、月形役それぞれ1人と、踊りのみの19人の、計25人の土地の青年で、それに4人の警護役と数人の唄上げがつく。太鼓と鉦の囃子と歌につれて、隊形を5行5列の正方形の横隊から、左回りの円を描く円陣に、またその逆へと変形しながら、扇子と幣束を動かして踊って行く。
鹿島踊りは、神奈川県の小田原市から静岡県の伊豆半島東岸にかけての相模灘沿いに伝承され、演じられる季節が夏であること、その担い手が全て男性であること、さらには弥勒歌が含まれるという共通性を持ったこの地域独特の芸能であるが、伝来やこの地域のみに分布する特殊性などについて不明な部分が多いとされる。
吉浜の鹿島踊りは、疫病を払い、大漁と豊作、石材産出の無事を祈願する踊りとして続けられ、古い様式が良好な状態で継承され全国的にも珍しいとされ、1971年（昭和46年）に選択無形民俗文化財に選ばれ、1976年（昭和51年）に神奈川県の無形民俗文化財に指定された。